# Львовские авиалинии
ГАП «Львовские авиалинии» (англ. Lviv Airlines, укр. Львівські авіалінії) — существовавшая ранее авиакомпания в западном регионе Украины. Узловым аэропортом являлся Львовский международный аэропорт «Львов».

## История

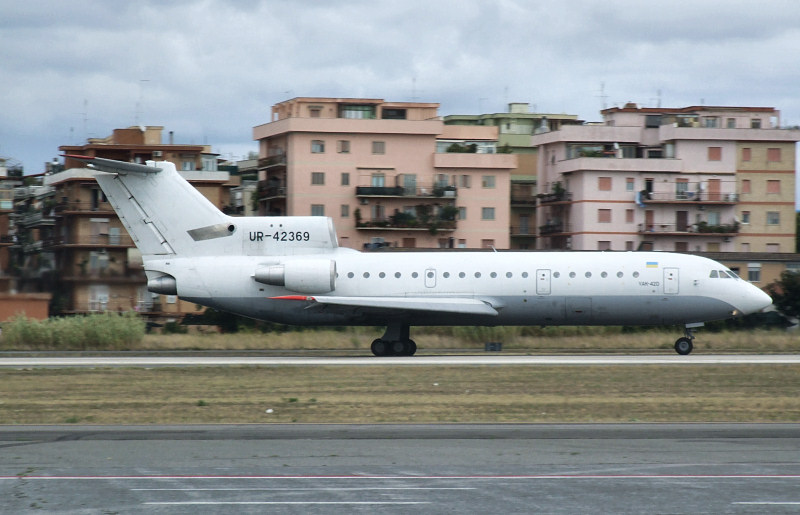
Яковлев Як-42D Львовских авиалиний.

Авиакомпания была основана в 1992 году на базе Львовского подразделения Аэрофлота. По состоянию на март 2007 года в компании работало 446 сотрудников. С 2009 года регулярные рейсы не выполняются. Единственный оставшийся самолет используется для чартерных рейсов, в основном от имени авиакомпаний Аэросвит и Донбассаэро.

## Флот

Як-42 авиакомпании "Львовские авиалинии" в аэропорту Тивата

На момент закрытия флот авиакомпании состоял из:
- 2 Як-42

Раньше флот авиакомпании состоял из таких воздушных судов:
- 9 Як-42
- 3 Ил-76
- 2 Ан-12
- 1 Ил-18
- 3 Ан-24
- 1 Ми-2

Самолёты Як-42 Львовских Авиалиний
- Самолёт Як-42 с Бортовым номером СССР-42544 (UR-42544) был представлен на Авиа-салоне в Ле-Бурже 1985 году (выставочный код "316")

```
Бортовой №: год выпуска: Первый полёт: Возраст(лет):       состояние:             эксплуатант:   
UR-42527      1981          1981          30         на хранении(во Львове)    Львовские Авиалинии
UR-42540      1985          1985          26         на хранении(во Львове)    Львовские Авиалинии
UR-42544      1981          1985          26         на хранении(во Львове)    Львовские Авиалинии
UR-42317      1982          1982          29         на хранении(в Быково)             РФ
UR-42334      1986          1986          25         катастрофа (Салоники)     Львовские Авиалинии
UR-42358      1988          1988          23         на хранении(во Львове)    Львовские Авиалинии
UR-42369      1989          1989          22         на хранении(во Львове)    Львовские Авиалинии
UR-42403      1991          1991          20         на хранении(во Львове)    Львовские Авиалинии
UR-KBR        1994          1994          17             Летает                   
JetTour-IJT
```

Самолёты Ан-24Б Львовских Авиалиний
```
Бортовой №: год выпуска: Первый полёт: Возраст(лет):       состояние:             эксплуатант:  
UR-46569      1967          1967          44             списан в 2008         Львовские Авиалинии
UR-46301      1969          1969          42         на хранении(во Львове)    Львовские Авиалинии
UR-46326      1969          1969          42         на хранении(во Львове)    Львовские Авиалинии
```

Самолёты Ил-76 МД\ТД Львовских Авиалиний
```
Бортовой №: год выпуска: Первый полёт: Возраст(лет):       состояние:             эксплуатант:  
UR-76717      1987          1987         24            авария (повреждён)      Львовские Авиалинии
UR-76778      1988          1988         23                Летает                
V-Bird Avia
```

Самолёты Ан-12 БК Львовских Авиалиний
```
Бортовой №: год выпуска: Первый полёт: Возраст(лет):       состояние:             эксплуатант:  
UR-CAH      1968          1968         43                
Катастрофа
              Меридиан (Украина)
```

Самолёт Ил-18Д Львовских Авиалиний
```
Бортовой №: год выпуска: Первый полёт: Возраст(лет):       состояние:             эксплуатант: 
UR-BXD        1974          1974         37                Летает                 
Air Sirin
```

Вертолёт Ми-2 Львовских Авиалиний
```
Бортовой №: год выпуска: Первый полёт: Возраст(лет):       состояние:             эксплуатант: 
UR-BKL                                                катастрофа(Золочив)     Львовские Авиалинии
```

## Пункты назначения
В последние годы своего существования  "Львовские авиалинии" выполняли только чартерные рейсы[куда?].